# Zentrierständer

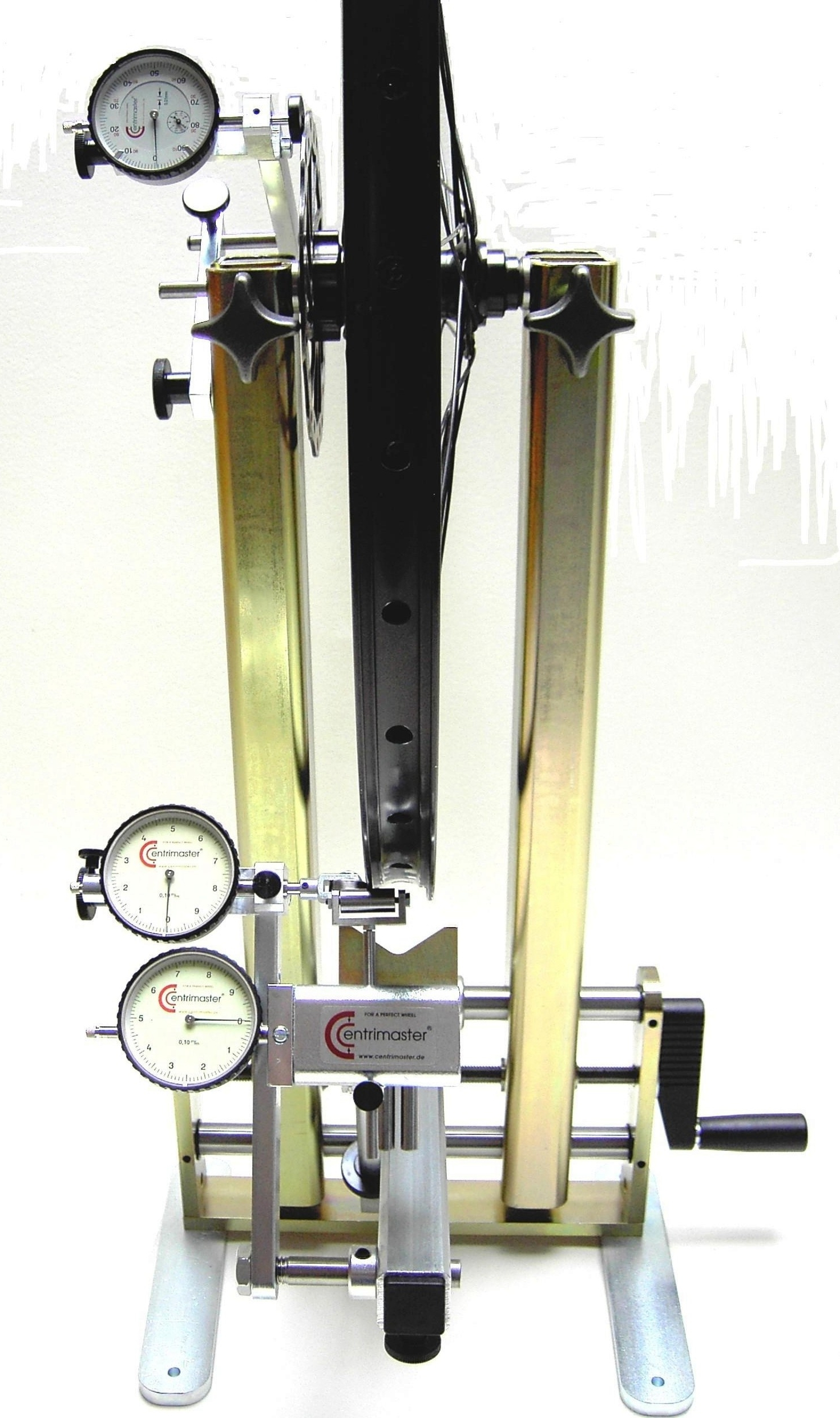
Zentrierständer

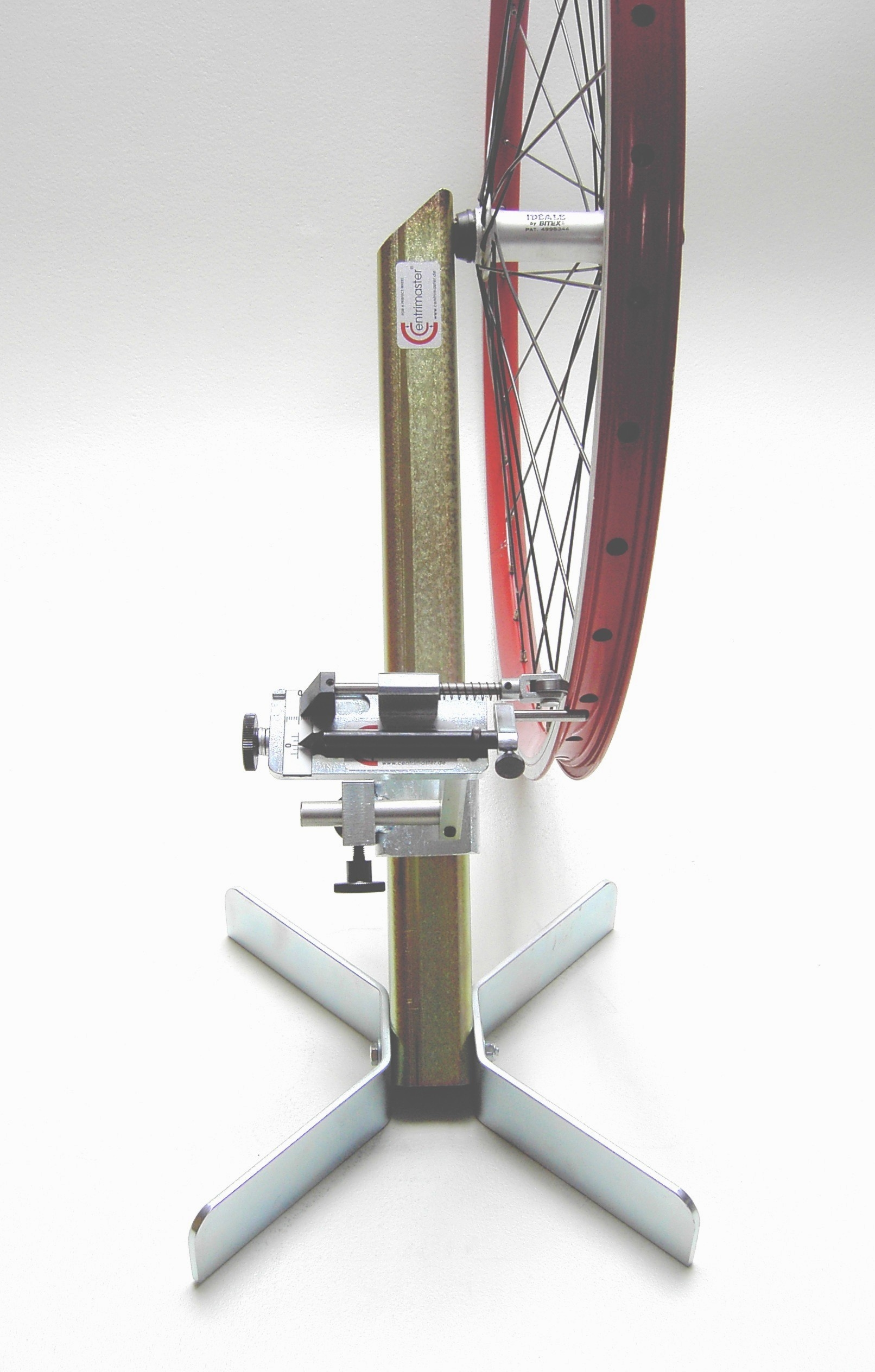
Einständer

Ein Zentrierständer ist ein Montageständer zur Aufnahme eines Speichenrades (Fahrrad oder Motorrad) zur Ausrichtung (Zentrierung) von Fahrradfelgen nach dem Zusammenbau oder wenn sich ein Seitenschlag ("Achter") oder Höhenschlag eingestellt hat. Der Ständer spannt die Nabe des Speichenrades und hält diese während des Zentriervorganges in einer festen Position.

## Technischer Aufbau

### Einspannvorrichtung
Charakteristisch für einen Zentrierständer sind zwei zentrisch spannende Holme, zwischen denen die Nabe gehalten wird. Man unterscheidet bei der Festhaltung der Nabe neben der seitlichen Klemmung zwei  Systeme.
- eine nach oben offene, meist prismatische Aufnahme in der die Achsenden ruhen, oder
- eine Dreipunktklemmung, bei der die Achsenden am Umfang gegen einen Anschlag gespannt werden.

Unterschiedliche Nabentypen erfordern Hilfsmittel wie geeignete Adapter zu deren Aufnahme im Zentrierständer.

### Messeinrichtung
Mit einer zur Halterung mittig angebrachten Messeinrichtung lässt sich die Felge leicht und ohne Berechnung automatisch mittig zentrieren. Eine dynamische Anzeige, die an die Felge angestellt wird, zeigt während des gesamten Zentriervorganges die Position der Felge zur Nabe sowie die Rundlaufabweichungen.
Zentrierständer wurden beim deutschen und beim europäischen Patentamt angemeldet.

## Der Zentriervorgang
Beim Zentriervorgang werden die Speichen des Rades durch das Drehen der Speichennippel auf dem Gewinde der Speichen mit einem Nippelspanner unter Vorspannung gebracht. Dabei wird neben der Speichenspannung eine Minimierung des Seiten- und Höhenschlages der Felge angestrebt für eine in Toleranzen angelegte Rundlaufgenauigkeit.
Moderne oder neuere Zentrierständer benötigen in der Handhabung keinerlei Berechnung oder Einmessung der Komponenten und können die Felge direkt zur Mitte zentrieren. Es wird keine Zentrierlehre mehr benötigt.
Bei Radhaltern muss die Messeinrichtung zuvor mittels Berechnung, Einmessung der Komponenten oder durch Verfahren auf den gewünschten Wert eingestellt werden um die angestrebte Felgenposition zu erreichen. Das Ergebnis sollte mit einer Zentrierlehre überprüft werden.

## Gewöhnliche Radhalter

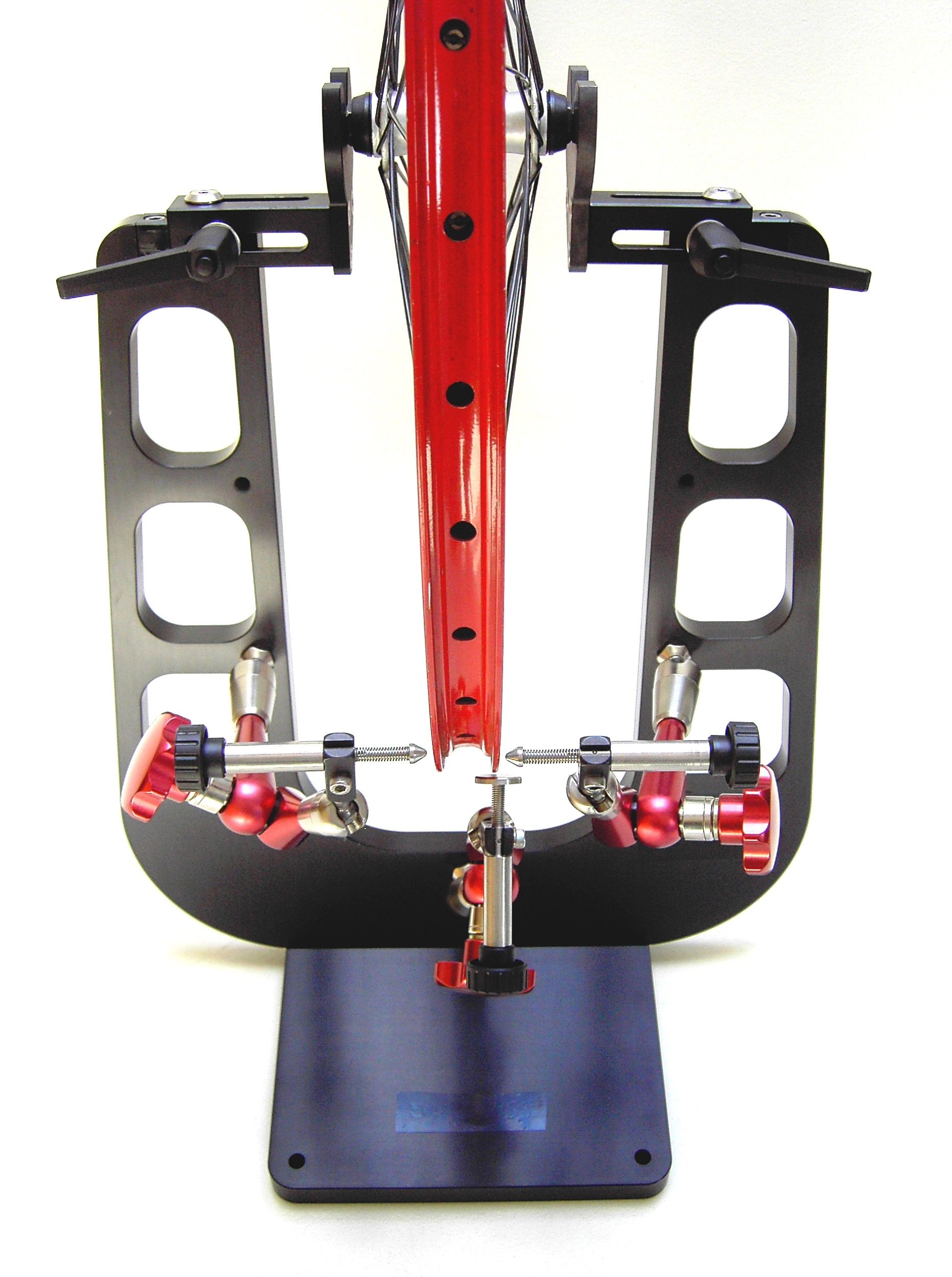
Radhalter

Nicht zentrisch spannende Systeme werden als Zentrierständer bezeichnet, wobei diese nur die Funktion einer Radaufnahme oder Radhalterung erfüllen.
Eine einfachere Version, die ebenso unter dem Begriff Zentrierständer geführt wird, ist das Einständermodell, bei dem das Rad einseitig an der Nabe befestigt wird. Die Position der Felge ist auch hier an der Zentrierlehre zu überprüfen.